# Taraxacum perssonii
Taraxacum perssonii é uma espécie de planta com flor pertencente à família Asteraceae. 
A autoridade científica da espécie é Plaglund ex Sahlin & Soest, tendo sido publicada em Agron. Lusit. 35(4): 314. 1974.

## Portugal
Trata-se de uma espécie presente no território português, nomeadamente no Arquipélago dos Açores.
Em termos de naturalidade é possivelmente endémica na região atrás indicada.

## Protecção
Não se encontra protegida por legislação portuguesa ou da Comunidade Europeia.